# Национальное собрание (Малави)
Национальное собрание Малави (англ. National Assembly) является высшим законодательным органом Малави. Он расположен в столице —
Лилонгве. Только Национальное Собрание обладает законодательным превосходством и тем самым окончательной властью над всеми другими политическими органами в Малави. Во главе его находится спикер, который избирается депутатами. С 19 июня 2019 года спикер — Кэтрин Готани-Хара.
Конституция 1994 года предусматривала Сенат, но парламент отменил его. Таким образом, Малави имеет на практике однопалатный законодательный орган. В Национальной ассамблее насчитывается 193 члена парламента (депутата), которые избираются непосредственно в одномандатных избирательных округах, используя систему относительного большинства. Срок полномочий парламента — 5 лет.

## Нынешний состав
Нынешний парламент был созван 9 июня 2014 года после всеобщих выборах в 2014 году. Ни одна из сторон не смогла обеспечить большинство в доме. Предполагалось, что будут проведены две довыборы для избирателей округа Тиоло-Ист и Блантир-Норт. Петр Мутарика выиграл президентские выборы и поэтому не мог представлять бывшего избирателя, в то время как кандидат от партии Малави был умер до выборов в последнем.